# Ezan
Ezan (tur. ← arap. ädān: objava) je u islamu poziv na molitvu, namaz, koji se oglašava pet puta dnevno s minareta džamije. Upućuje ga mujezin na arapskom jeziku [učiti ezan]. Ezan se izgovara lagano i s odmorima.
Nakon što se izvjesnim riječima najavilo svijetu da je nastupio određeni namaski vakat (namazno vrijeme) i klanjanje, to se i prozvalo ezanom. Muškarcima je ezan sunneti muekkede kao i ikamet pred klanjanje farza, pa čak i ako klanjaju sami, u redovnom vremenu ili naknadno, kod kuće ili na putu. Ženama je to mekruh učiniti.
Ezan glasi: Allahu ekber (četiri puta), ešhedu en la ilahe illallah (dvaput), ešhedu enne Muhammeden resulullah (2 puta), hajje ales-salah (dvaput), hajje alel-felah (dvaput), Allahu ekber (dvaput), la ilahe illallah (jedan put). Značenje ezana: Alah je najveći (dvaput), svjedočim da nema drugog Boga osim jedinog Alaha (2 puta), svjedočim da je Muhamed Alahov poslanik (dvaputa), hodi na namaz (2 puta), hodi na spas (2 puta), Alah je najveći (2 put), nema drugog Boga osim jedinog Alaha (jedan put). Kod sabahskog ezana umeće se iza "hajje alel-felah" još "essalatu hajrun minen-nevm" (dvaput), što znači: "bolji je namaz od spavanja".